# 북연주
북연주(北兗州)는 남북조 시대때 설치된 중국의 옛 행정구역이다.

### 동진
진나라는 비수대전이후 후연을 공격하면서 본래의 연주를 수복했다. 동진은 410년(진 안제 의희 6년) 그 자리에 북연주를 두었고, 활대(滑臺, 현재의 허난성 안양시 화현)에 자사의 치소를 두었다. 이때 설치된 북연주는 이후 연주로 개명되면서 폐지되었다.

### 유송
466년(유송 명제 태시 2년), 송나라는 북위의 침공으로 회수이북전역을 상실했다. 이 때문에 연주가 회음(淮陰, 현재의 장쑤성 화이안시 화이인구 마두진(馬頭鎭) 일대)으로 옮겨졌다. 482년(남제 고제 건원 4년) 중심지가 우이(盱眙, 현재의 장쑤성 화이안시 쉬이현)로 옮겨졌다. 후에 중심지가 회음으로 돌아갔다. 이후 동위가 점령했고 동위치하였던 549년(동위 효정제 무정 7년) 북연주에서 회주(淮州)로 개명되었다.남제시기 북연주는 아래의 군을 통치했다.
양평군(陽平郡) · 동평군(東平郡) · 고평군(高平郡) · 제북군(濟北郡) · 태산군(泰山郡) · 신평군(新平郡) · 노군(魯郡)
1. ↑  《송서》 35권 지 제25 주군지 1 연주
2. ↑  《남제서》 14권 지 제6 주군지 上 북연주
3. ↑  《위서》 106권 中 지 제2 中 지형지 中 회주